# Александър Грушко
Александър Викторович Грушко (на руски: Александр Викторович Грушко) е руски дипломат и политик, назначен за заместник-министър на външните работи на Руската федерация през 2005 г.

## Биография
Роден е в семейството на дипломата Виктор Фьодорович Грушко в Осло (Норвегия) на 25 април 1955 г. Баща му В. Ф. Грушко е служител в посолството на СССР в Осло в средата на 1950-те години и след това от 1962 до 1972 г. Освен това работи и за Комитета за държавна сигурност (КГБ).
А. Грушко завършва Московския държавен институт по международни отношения (МГИМО) през 1977 г. и още същата година започва работа в Министерството на външните работи на СССР. През 1995 – 1996 г. е началник на отдел в Департамента по въпросите на безопасността и разоръжаването в МВнР на Руската федерация.
През 1996 – 2000 г. оглавява делегацията на Русия във Виена по въпросите на военната безопасност и контрола над въоръжението.
През 2001 – 2002 г. е заместник-директор, а от ноември 2002 до септември 2005 г. – директор на Департамента за общоевропейско сътрудничество.
На 6 септември 2005 г. е назначен за заместник-министър на външните работи на Руската федерация с ресор въпросите на общоевропейската и евроатлантическата организация.
Има дипломатически ранг извънреден и пълномощен посланик от 12 юли 2004 г. Владее нидерландски и английски.